# A. 레 코크 아레나
A. 레 코크 아레나(에스토니아어: A. Le Coq Arena)는 에스토니아 탈린에 위치한 축구 경기장이다. 2001년 6월 2일에 개장했으며 에스토니아 축구 국가대표팀, FC 플로라 탈린의 홈 구장으로 사용되고 있다. 수용 인원은 9,692명이다. 경기장 이름은 에스토니아의 맥주 회사인 A. 레 코크(A. Le Coq)에서 유래된 이름이다. 2018년 UEFA 슈퍼컵 경기장으로도 사용되었다.

## 기록

### 2002년 FIFA 월드컵 유럽 지역 예선
| 날짜            | 팀 1       | 스코어 | 팀 2     | 라운드 |
| --------------- | ---------- | ------ | -------- | ------ |
| 2001년 6월 2일  | 에스토니아 | 2 - 4  | 네덜란드 | 2조    |
| 2001년 6월 6일  | 에스토니아 | 0 - 2  | 아일랜드 | 2조    |
| 2001년 8월 15일 | 에스토니아 | 2 - 2  | 키프로스 | 2조    |